# Комиссар Каттани
Корра́до Катта́ни (итал. Corrado Cattani) — главный герой первых четырёх мини-сериалов «Спрут» (итал. La Piovra, 1984—1989, режиссёры Дамиано Дамиани, Флорестано Ванчини, Луиджи Перелли). Роль комиссара Каттани сыграл актёр Микеле Плачидо.
В первом сериале (1984 год) Каттани — комиссар, начальник криминальной полиции в городе Трапани на Сицилии. Во втором сериале (1985) он становится сотрудником итальянских спецслужб, в третьем мини-сериале (1987) был негласным напарником сотрудника Управления по борьбе с наркотиками США (DEA), в четвёртом сериале (1989) стал руководителем следственной бригады в Милане. Детали более ранней биографии Каттани не приводятся.
В начале «Спрута 2» комиссару, согласно сценарию, было 38 лет. События «Спрута 2» разворачиваются в 1984 году, поэтому можно предположить, что комиссар Каттани родился в 1946 году. Точная дата смерти комиссара названа судьёй Сильвией Конти в «Спруте-5» — 20 марта 1989 года.

## Образ
Каттани символизирует собой отважного, неподкупного и весьма умного борца с мафией, настоящего полицейского. В неравной борьбе с бандитами, коррумпированными политиками, продажными полицейскими, циничными наркобаронами, Каттани теряет близких ему людей: семью, коллег и друзей. Однако он не останавливается и в конце концов ценой собственной жизни приводит главарей мафии за решётку.
Образ комиссара Каттани заметно меняется в течение первого сезона. В начале сериала он предстаёт перед зрителями собранным, целеустремлённым человеком, успешно делающим карьеру. У Каттани есть высокопоставленный покровитель, к чьим советам он прислушивается. Но всё резко меняется после похищения дочери комиссара, Паолы. Под давлением шантажа, движимый желанием спасти дочь, Каттани вынужден пойти на сделку с похитителями. Он отбрасывает карьерные соображения, забывает о профессиональном долге, подвергается публичному унижению и сознательно нарушает закон.
Но настоящее превращение Каттани происходит после того, как его жестоко изнасилованную дочь отпускают, и он понимает, что её жизнь необратимо сломана, а все унижения и преступления, на которые ему пришлось пойти, несущие горе и, возможно, смерть другим людям, так и не смогли спасти Паолу. В этот момент Каттани осознаёт всю жестокость и бесчеловечность мафии, и его охватывает желание мести — или, точнее, восстановления попранной справедливости. Эту высшую цель он пронесёт через все последующие серии вплоть до своей смерти.
С течением времени, после гибели дочери, а затем и жены, Каттани становится всё более замкнутым и «тяжёлым» человеком. Внутри него копится не имеющая выхода ярость. Посвящая всё своё время борьбе с преступниками, живя на конспиративных квартирах, Каттани постепенно превращается в бескомпромиссного идеалиста, фанатического защитника справедливости, начинает казаться нелюдимым, резким и грубым. Но это впечатление рассеивается, когда в его жизнь входят новые привязанности — любовь к Джулии Антинари, затем, незадолго до смерти, к судье Сильвии Конти, а также по-отцовски глубокое чувство к маленькой Грете.
В личной жизни комиссар Каттани никогда не был счастлив. Жена изменила ему вскоре после свадьбы, он так и не смог простить её и пятнадцать лет, пока росла дочь, жил в несчастливом браке. Тем не менее семья и дочь были чрезвычайно важны для него. Ради спокойствия Паолы он многие годы жил с нелюбимой женщиной, сохраняя ей верность. Лишь перед самым похищением дочери Каттани отдаляется от жены и заводит роман с Титти Печчи-Шалойя. Гибель дочери, казалось, могла снова сблизить Каттани с женой и даже возродить любовь, однако желание мести в нём взяло верх, а когда его месть была исполнена, жена Каттани оказалась убита мафией в попытке заслонить мужа от пуль киллера. В третьем мини-сериале Каттани снова находит любовь в лице молодой Джулии Антинари, но поставленный перед выбором уехать с ней, бросив всё, или продолжить борьбу с мафией, Каттани выбирает борьбу. В четвёртом мини-сериале, перед своей гибелью, Каттани находит свою последнюю любовь — судью Сильвию Конти, человека такого же принципиального и ненавидящего мафию, как сам комиссар. Но их отношениям не суждено было продлиться, комиссара вскоре убивают, а судье Конти, потерявшей от рук мафии и мужа, и возлюбленного, приходится самой встать на путь возмездия, примеряя на себя в какой-то степени роль комиссара Каттани.
Являя собой отважного и неподкупного борца с мафией, Каттани всё же не был безупречным полицейским. Так, в первом мини-сериале, руководствуясь в большей степени личными мотивами, чем профессиональными, комиссар спровоцировал преступников на покушение на себя, желая устранить со своего пути мафиозо Санте Чиринну. В дальнейших мини-сериалах Каттани также допускал отступления от профессиональных норм, хотя никогда при этом не отступал от норм нравственности, Каттани не был прямолинеен в своей борьбе, ему был свойственен ум, хитрость и даже в некоторой мере коварство в борьбе с преступниками.
В третьем мини-сериале появляется харизматичная фигура, которую можно посчитать антагонистом Каттани — Тано Каридди. Беспринципный, циничный, мертвенно холодный внутри человек, обладая острым умом и отличным финансовым образованием, Карриди в сотрудничестве с мафией организует финансовые махинации огромного, международного масштаба. Каттани вступает с Каридди в непримиримую борьбу и побеждает в ней. Однако, как выясняется, Каридди не так бездушен, как кажется на первый взгляд, и в дальнейшем пути Каридди и мафии разойдутся.

## Версии гибели Каттани
В финале четвёртого мини-сериала комиссар Каттани трагически погибает, расстрелянный наёмниками мафии у стены миланской больницы. В следующих сезонах «Спрута» назывались разные, нередко противоречившие друг другу версии насчёт того, кто приказал убить комиссара Каттани. Причастными к его гибели объявлялись Антонио Эспиноза, барон Линори, Ольга Камастра, профессор Рамонте. Седьмой сезон мини-сериала даже имел подзаголовок: «Расследование гибели комиссара Каттани». В десятом сезоне были анонсированы новые «сенсационные» данные о заказчике убийства Каттани, но сюжет мини-сериала оказался скомканным из-за недофинансирования, и заявленная тема осталась нераскрытой.
В книжной новеллизации первых четырёх сезонов сериала, написанной итальянским журналистом Марко Незе, предложено нестандартное решение судьбы комиссара Каттани. Автор оставил читателям возможность самостоятельно выбрать один из двух финалов. Согласно первому финалу, Каттани погибает, как и в мини-сериале. Второй финал адресован тем, кто предпочёл бы видеть комиссара живым: Каттани с Сильвией, невредимые и счастливые, благополучно покидают больницу; для них начинается новая жизнь вдвоём.
Существует также толкование, согласно которому судьбу комиссара Каттани и его семьи следует рассматривать лишь в рамках первого мини-сериала. Так как все продолжения снимались другими режиссёрами по сценариям, написанным другой командой сценаристов, то сезоны, начиная со второго, можно считать своего рода телефанфиками, не влияющими по-настоящему на судьбу персонажей. Первый «Спрут» представлял собой законченную историю с открытым и даже обнадёживающим финалом: дочь Каттани спасена и пошла на поправку, симпатии общественного мнения вновь вернулись к опальному комиссару, коллеги ждут его возвращения на службу, в финальных кадрах Каттани воссоединяется с семьёй. Таким образом, согласно этой трактовке, жив остаётся не только Коррадо Каттани, но также его жена и дочь.

## Продолжение без Каттани
Образ несгибаемого комиссара оказался настолько привлекательным, что, несмотря на гибель главного героя в 4-м сериале, телеэпопею «Спрут» решено было продолжить, было снято ещё 6 мини-сериалов (1990—2001), в которых Каттани эпизодически фигурирует в воспоминаниях других действующих лиц.
В «Спруте 5» и «Спруте 6» главные роли исполнили Патрисия Милларде, сыгравшая неподкупную судью Сильвия Конти, и Витторио Меццоджорно, представший в образе бывшего полицейского Давиде Парди (Ликата).
В 7 м сериале главные роли исполнили Патрисия Милларде и Рауль Бова (комиссар Джанни Бреда). В 8-м и 9-м сериалах в главной роли также был Рауль Бова, но он играл другого персонажа — карабинера Карло Аркути. В 10-м сериале в главных ролях были Патрисия Милларде и Ремо Джироне (Тано Каридди).
| Мини-сериал                                    | 1    | 2    | 3    | 4    | 5    | 6    | 7    | 8    | 9    | 10   |
| ---------------------------------------------- | ---- | ---- | ---- | ---- | ---- | ---- | ---- | ---- | ---- | ---- |
| Год выхода                                     | 1984 | 1986 | 1987 | 1989 | 1990 | 1992 | 1995 | 1997 | 1998 | 2001 |
| Серий                                          | 6    | 6    | 7    | 6    | 5    | 6    | 6    | 2    | 2    | 2    |
| Всего минут                                    | 384  | 384  | 430  | 600  | 522  | 600  | 627  | 220  | 220  | 200  |
| режиссёр Дамиано Дамиани                       | +    |      |      |      |      |      |      |      |      |      |
| режиссёр Флорестано Ванчини                    |      | +    |      |      |      |      |      |      |      |      |
| режиссёр Луиджи Перелли                        |      |      | +    | +    | +    | +    | +    |      |      | +    |
| режиссёр Джакомо Баттиато                      |      |      |      |      |      |      |      | +    | +    |      |
| Микеле Плачидо / Коррадо Каттани               | +    | +    | +    | +    |      |      |      |      |      |      |
| Патрисия Милларде / Сильвия Конти              |      |      |      | +    | +    | +    | +    |      |      | +    |
| Витторио Меццоджорно / Давиде Ликата           |      |      |      |      | +    | +    |      |      |      |      |
| Рауль Бова / Джанни Бреда / Карло Аркути       |      |      |      |      |      |      | +    | +    | +    |      |
| Ремо Джироне / Тано Каридди                    |      |      | +    | +    | +    | +    | +    |      |      | +    |
| Брюно Кремер / Антонио Эспиноза                |      |      |      | +    | +    | +    |      |      |      |      |
| Николь Жаме / Эльза (Эльзе) Каттани            | +    | +    |      |      |      |      |      |      |      |      |
| Каридди Нардулли / Паола Каттани               | +    | +    |      |      |      |      |      |      |      |      |
| Франсуа Перье / адвокат Терразини              | +    | +    | +    |      |      |      |      |      |      |      |
| Флоринда Болкан / Ольга Камастра               | +    | +    |      |      |      |      | +    |      |      |      |
| Ренато Мори / Джузеппе Альтеро / дон Альбанезе | +    | +    |      |      |      |      |      |      | +    |      |
| Ана Торрент / Мария Каридди                    |      |      |      |      | +    | +    |      |      |      |      |